# Alsophiloides acroama
Alsophiloides acroama är en fjärilsart som beskrevs av Inoue 1943. Alsophiloides acroama ingår i släktet Alsophiloides och familjen mätare. Inga underarter finns listade i Catalogue of Life.